# 나타샤 알람
나타샤 알람(러시아어: Наташа Алам, Natasha Alam, 1973년 3월 10일 ~ )은 우즈베키스탄의 배우, 모델이다.

## 영화
- 내 친구의 사생활

## TV 시리즈
- 저스트 슛 미
- 더 볼드 앤 더 뷰티풀
- CSI: 과학수사대
- 뉴욕경찰 24시
- 닙턱
- 더 유닛
- 안투라지 (2004년 드라마)
- 마이 온 워스트 에너미
- 트루 블러드
- 바이오하자드 6
- 바디 오브 프루프
- NCIS: 로스앤젤레스
- 필라델피아는 언제나 맑음